# 6223 Dahl
A 6223 Dahl (ideiglenes jelöléssel 1980 RD1) a Naprendszer kisbolygóövében található aszteroida. Antonín Mrkos fedezte fel 1980. szeptember 3-án.